# Krucifix (Chrast)
Rokokový pískovcový krucifix se od roku 1790 nalézá na křižovatce ulic Tyršova a Tylova v městě Chrast v okrese Chrudim. Krucifix je od 24. ledna 1964 chráněn jako nemovitá kulturní památka ČR.

## Popis
Na křižovatce ulice vedoucí k nádraží stojí ve čtvercové ozdobné mříži od roku 1790 pískovcový krucifix.
V ozdobné čtvercové kovové mříži stojí na pískovovém podkladě nízký, nahoře profilováním okosený hranolový podstavec.
Na podstavci stojí užší pilíř, na bocích dole ozdobený volutami s rokajovými ornamenty. Čelní stranu pilíře zdobí vyhloubený rámeček s vystupujícím reliéfem Panny Marie Bolestné v rozevlátém plášti se svatozáří okolo hlavy. Pilíř je nahoře zakončen profilovanou římsou. Na zadní straně pilíře je vyryta datace 1790.
Na profilované římse pilíře stojí nízký, rovněž profilovaný podstavec, na kterém stojí pískovcový krucifix s kamenným korpusem Krista a tabulkou s nápisem INRI nad hlavou Krista. Ramena kříže jsou trojitě zakončena, rozčířenou patu kříže zdobí rokajový ornament.

## Galerie

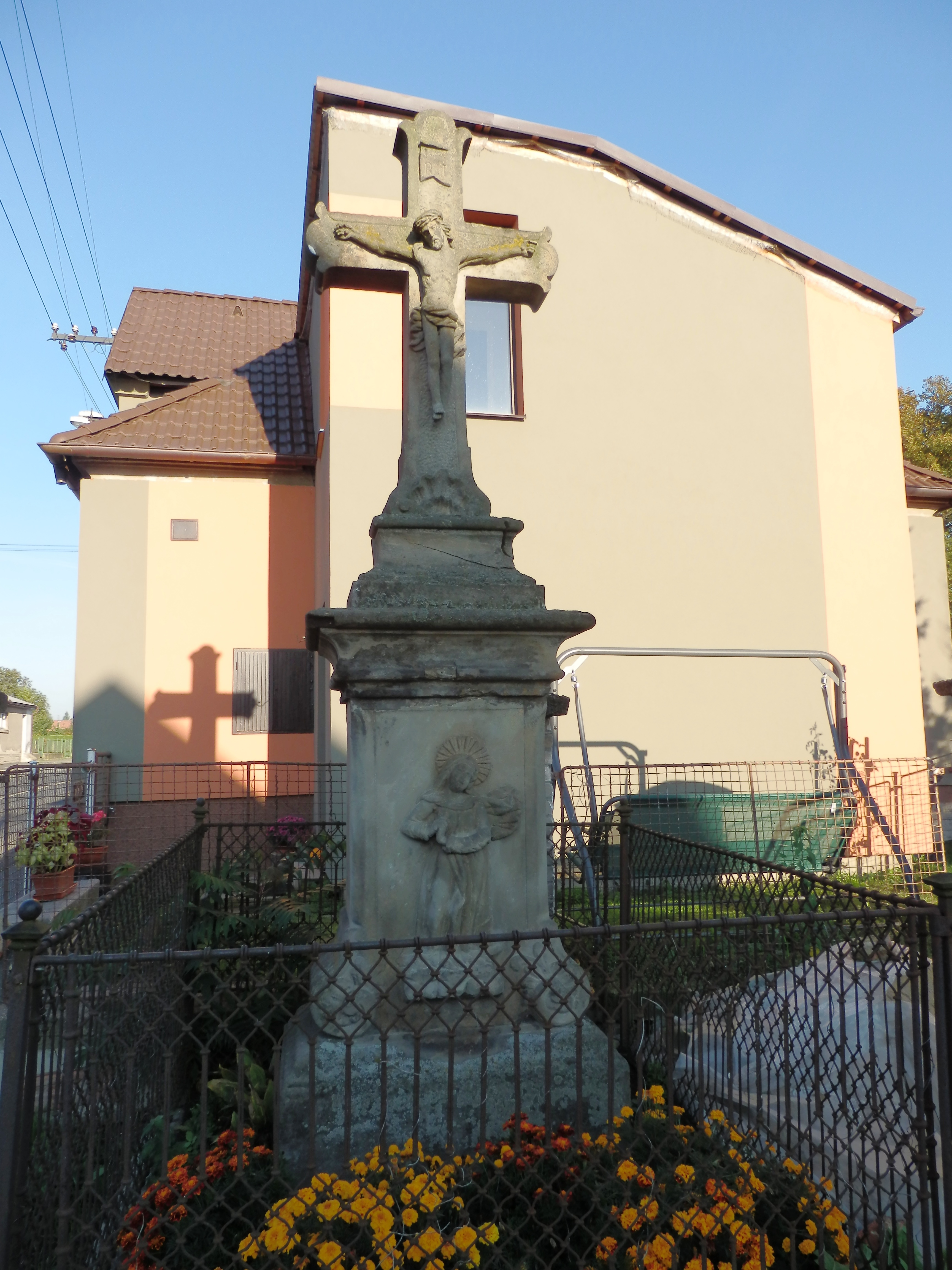
Krucifix v Chrasti - stav v roce 2013
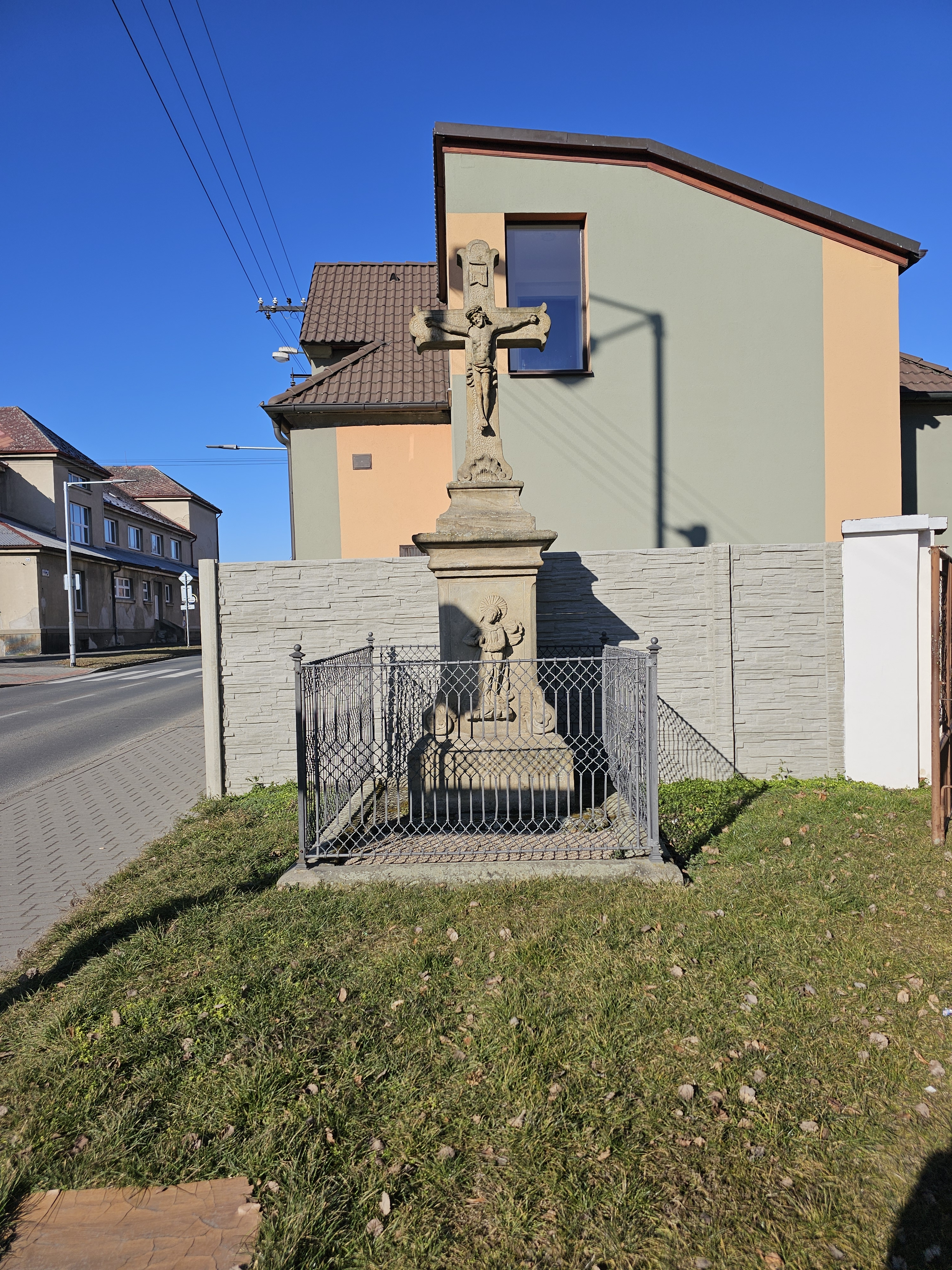
Krucifix v Chrasti - stav v roce 2025
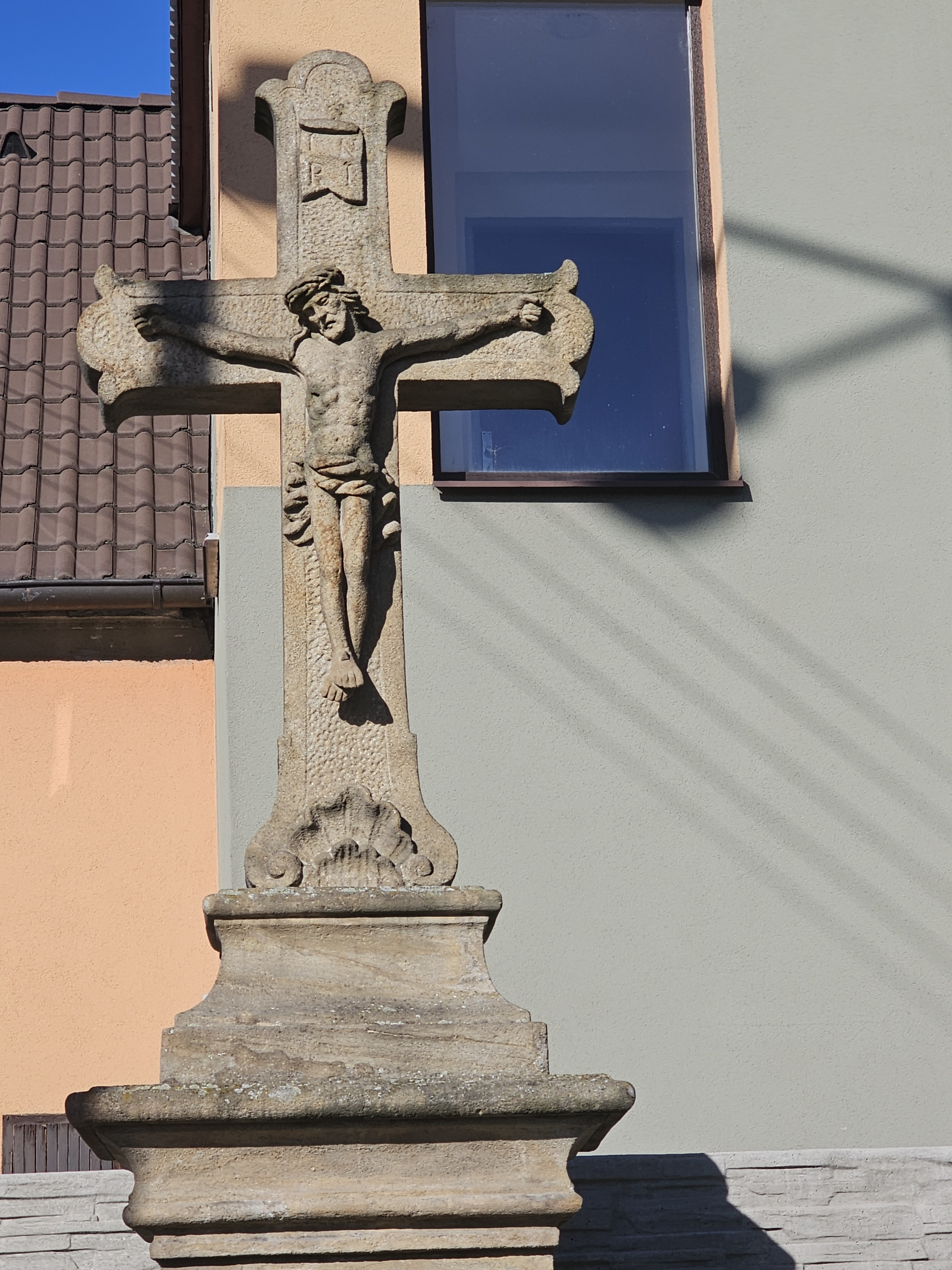
Krucifix v Chrasti - stav v roce 2025
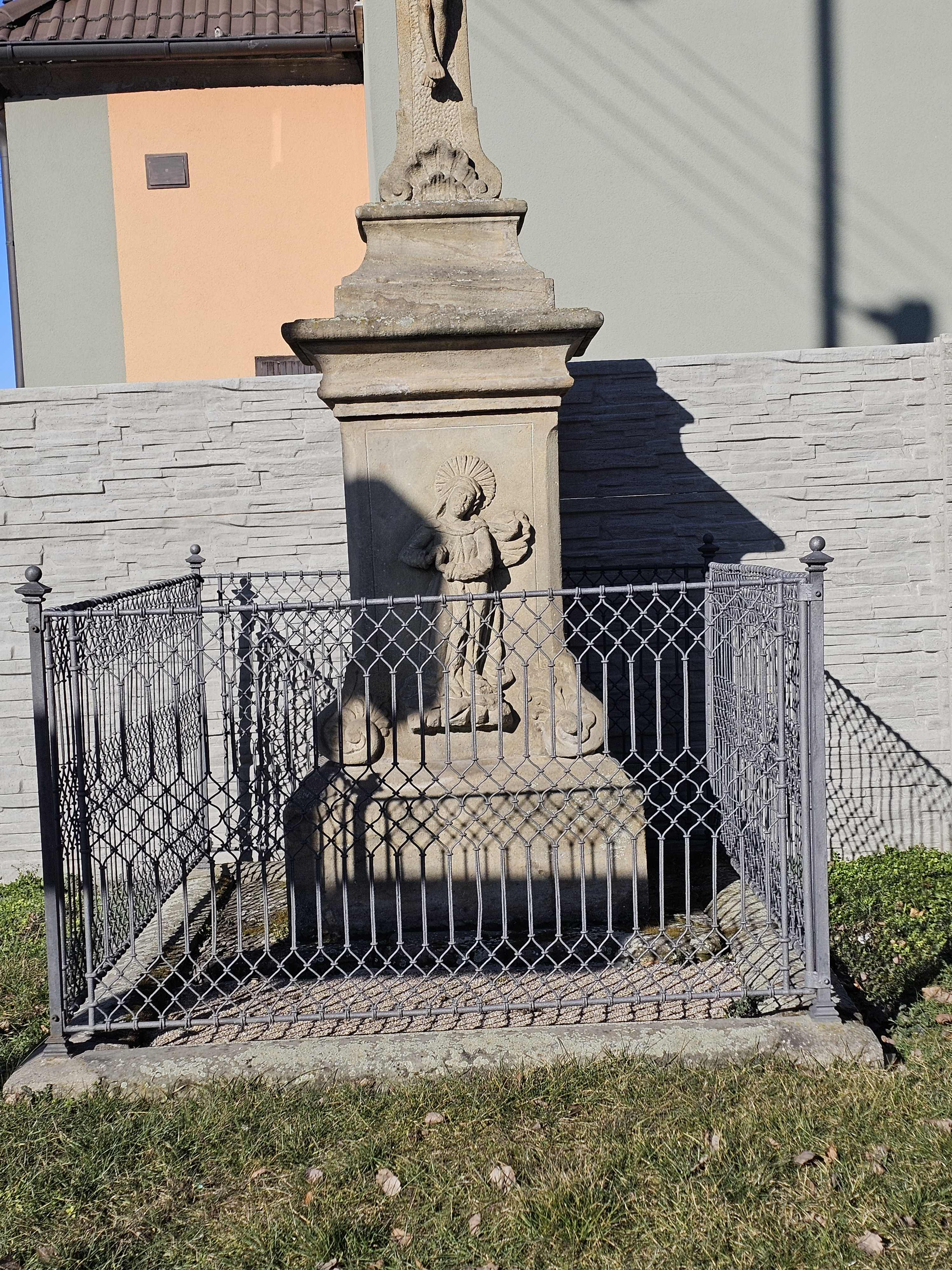
podstavec krucifixu v Chrasti - stav v roce 2025